# Lincroft
Lincroft é uma Região censo-designada localizada no estado americano de Nova Jérsei, no Condado de Monmouth.

## Demografia
Segundo o censo americano de 2000, a sua população era de 6255 habitantes.

## Geografia
De acordo com o United States Census Bureau tem uma área de
15,1 km², dos quais 14,6 km² cobertos por terra e 0,5 km² cobertos por água.

## Localidades na vizinhança
O diagrama seguinte representa as localidades num raio de 8 km ao redor de Lincroft.